# UFC 46
UFC 46: Supernatural（ユーエフシー・フォーティシックス：スーパーナチュラル）は、アメリカ合衆国の総合格闘技団体「UFC」の大会の一つ。2004年1月31日、ネバダ州ラスベガスのマンダレイ・ベイ・イベント・センターで開催された。

## 大会概要
メインイベントのUFC世界ライトヘビー級タイトルマッチでは、挑戦者ビクトー・ベウフォートが王者ランディ・クートゥアをTKOで降し、王座の獲得に成功した。
UFC世界ウェルター級タイトルマッチでは、挑戦者BJ・ペンが王者マット・ヒューズを降し、王座の獲得に成功した。
ジョルジュ・サンピエールがUFCに初出場した。

## 試合結果

### プレリミナリィカード
第1試合 ライト級 5分3R
○  マット・セラ vs.  ジェフ・カラン ×
3R終了 判定3-0（30-27、30-27、30-27）
第2試合 ライト級 5分3R
○  ジョシュ・トムソン vs.  エルメス・フランカ ×
3R終了 判定3-0（29-28、29-28、29-28）
第3試合 ウェルター級 5分3R
○  ジョルジュ・サンピエール vs.  カロ・パリジャン ×
3R終了 判定3-0（29-28、30-27、30-27）

### メインカード
第4試合 ミドル級 5分3R
○  リー・マーレイ vs.  ホルヘ・リベラ ×
1R 1:45 腕ひしぎ三角固め
第5試合 175ポンド契約 5分3R
○  ヘナート・ヴェリッシモ vs.  カーロス・ニュートン ×
3R終了 判定3-0（30-27、30-27、30-27）
※ニュートンの体重超過によりウェルター級から変更
第6試合 ヘビー級 5分3R
○  フランク・ミア vs.  ウェス・シムズ ×
2R 4:21 KO（スタンドパンチ連打）
第7試合 UFC世界ウェルター級タイトルマッチ 5分5R
○  BJ・ペン vs.  マット・ヒューズ ×
1R 4:39 チョークスリーパー
※ペンが王座獲得に成功
第8試合 UFC世界ライトヘビー級タイトルマッチ 5分5R
○  ビクトー・ベウフォート vs.  ランディ・クートゥア ×
1R 0:49 TKO（ドクターストップ：カット）
※ベウフォートが王座獲得に成功